# 陈炯明墓
陈炯明墓，位于中国惠州市惠城区江南街道西湖紫薇山，为前粤军总司令、广东省长、民国政府陆军部总长兼内务部总长，中国致公党首任总理陈炯明的墓葬。1990年公布为惠州市文物保护单位。2015年12月10日公布为广东省文物保护单位。

## 简介
陈炯明墓位于惠州西湖西侧紫薇山麓，占地约200平方米，墓前是一个高达7米的圆柱平顶碑亭，碑亭中的方花岗岩墓碑以篆文刻着“陈竞存先生墓”，落款为草书“章炳麟题”及其篆文印章刻字。

## 历史
1933年9月22日，陈炯明病逝于英属香港，因家中无钱下葬，灵柩存放于东华义庄。1934年,他的旧部发起募捐活动，社会各界包括汪兆铭、陈济棠、蒋中正等人纷纷捐资。1934年4月3日（即农历三月初一，1921年陈炯明任省长时下令禁烟的日子）移葬于惠州紫薇山。 文化大革命时，红卫兵用12磅大锤猛击墓碑未成，打算翌日用炸药炸平坟墓，第二天却被村民以害怕危及周边房屋为由保护起来。 1990年被列入惠州市文物保护单位，2010年底，惠州当地政府对该墓及周边地区重新规划并进行修复。